# Torneo de Marruecos 2015
El Grand Prix SAR La Princesse Lalla Meryem de 2015 es un torneo profesional de tenis jugado en canchas de arcilla. Es la 15 ª edición del torneo que forma parte de los torneos internacionales del 2015 de la WTA. Se llevó a cabo en Marrakech, Marruecos entre el 27 de abril y el 4 de mayo de 2015.

## Cabezas de serie

### Individual
| Tenista                   | Ranking | Preclasificada |
| Garbiñe Muguruza          | 20      | 1              |
| Timea Bacsinszky          | 22      | 2              |
| Flavia Pennetta           | 26      | 3              |
| Elina Svitolina           | 27      | 4              |
| Mona Barthel              | 39      | 5              |
| Roberta Vinci             | 41      | 6              |
| Anna Karolína Schmiedlová | 46      | 7              |
| Mónica Puig               | 47      | 8              |

- Ranking del 20 de abril de 2015

### Dobles
| Tenista                             | Ranking | Preclasificada |
| Tímea Babos Kristina Mladenovic     | 28      | 1              |
| Darija Jurak Arantxa Parra Santonja | 81      | 2              |
| Alexandra Panova Renata Voráčová    | 95      | 3              |
| Raluca Olaru Silvia Soler Espinosa  | 124     | 4              |

## Campeonas

### Individuales femeninos
Elina Svitolina venció a  Tímea Babos por 7-5, 7-6(3)

### Dobles femenino
Tímea Babos /  Kristina Mladenovic vencieron a  Laura Siegemund /  Maryna Zanevska por 6-1, 7-6(5)